# Campanula wanneri
Campanula wanneri är en klockväxtart som beskrevs av Anton Rochel. Campanula wanneri ingår i släktet blåklockor, och familjen klockväxter. Inga underarter finns listade i Catalogue of Life.